# Mosaico de Issos
El mosaico de Issos (también conocido como mosaico de Alejandro Magno) es una copia romana (ca. I a. C.) de una pintura helenística (ca. 325 a. C.) hallada en la Casa del Fauno, en Pompeya.
El mosaico representa la batalla de Issos, en especial la carga de los hetairoi de Alejandro guiados por su líder mientras los soldados de Darío III Codomano intentan proteger a su rey. El mosaico tiene unas dimensiones de 2.72 por 5.13 metros; actualmente forma parte de la colección del Museo Arqueológico Nacional de Nápoles, Italia.

## Tema
El mosaico representa una batalla en la que Alejandro trataba de llegar a Darío para capturarlo o matarlo. Tanto la batalla de Issos del 333 a. C. como la batalla de Gaugamela del 331 a. C. compartían esta característica, aunque en la primera Alejandro se acercó más a su rival antes de que este huyera, por lo que se asume que la batalla representada es la de Issos.
Se cree que el mosaico es una copia de una pintura griega del siglo IV a. C. El estilo del mosaico es definitivamente griego al mostrar a los protagonistas de la batalla de cerca.
Generalmente se sostiene que el mosaico es una copia de un cuadro de Apeles que este pintó mientras el líder macedonio aún vivía (por tanto tuvo que ser antes de la batalla de Gaugamela, en su visita a la tienda real), o bien un fresco ya perdido del pintor Filoxeno de Eretria que databa del siglo IV a. C. A este último menciona Plinio el Viejo, quien sostiene que dicho pintor fue contratado por Casandro para decorar el palacio real.
Una minoría de historiadores del arte también ha mencionado a Arístides de Tebas como un posible autor.

### Alejandro y Darío

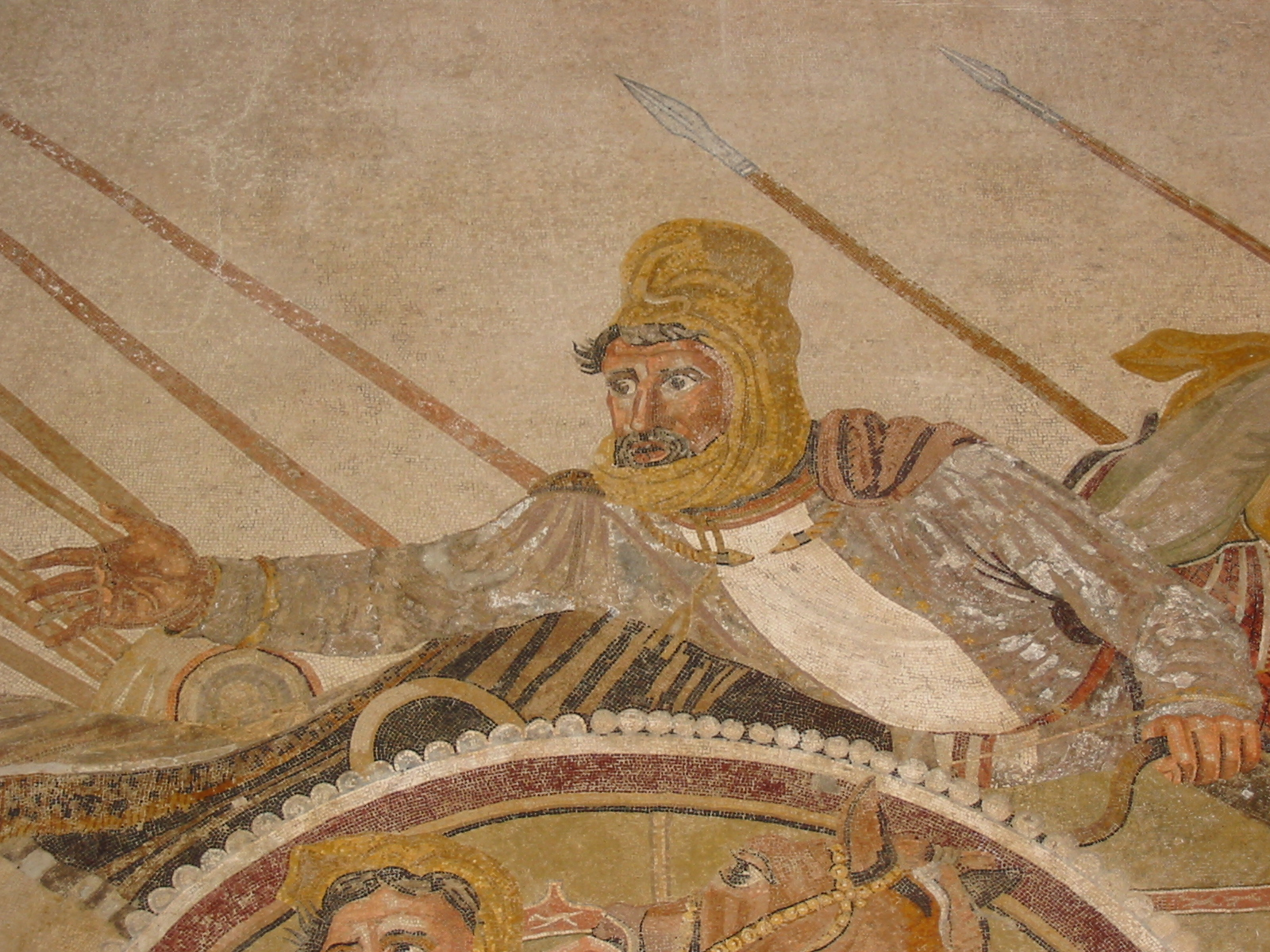
Detalle del retrato de Darío III

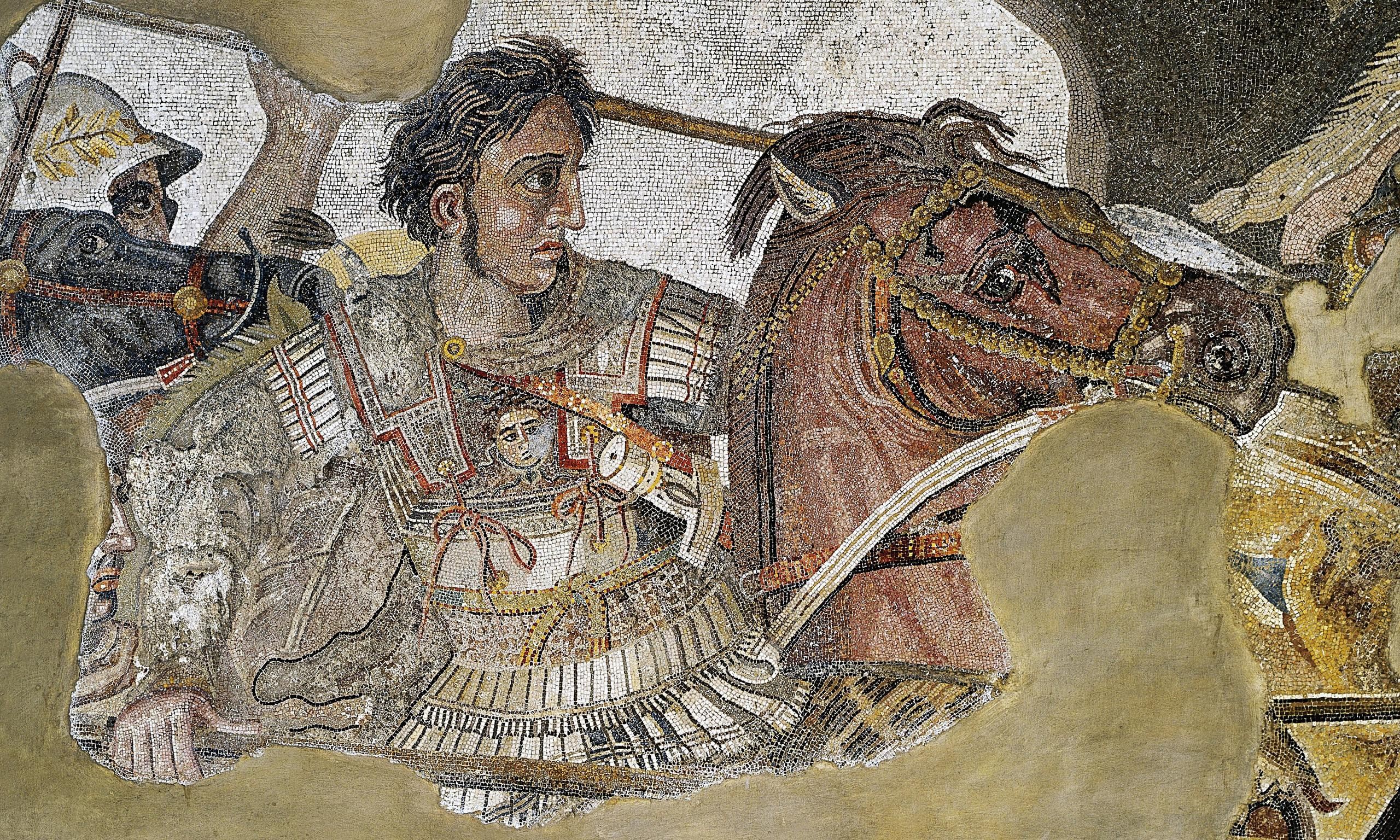
Detalle del retrato de Alejandro Magno

A pesar de estar parcialmente dañado, los principales personajes son fáciles de reconocer.

#### Descripción y análisis
El mosaico incluye más de 50 figuras distintas en batalla. Las dos más fáciles de identificar son sin duda aquellas de Alejandro Magno y el rey Darío III de Persia. Alejandro esta montado en su caballo Bucéfalo; al mismo tiempo muestra su perfil izquierdo al espectador y sostiene una lanza en su brazo derecho arremetiendo contra un caballero enemigo a quien atraviesa con el arma desde su costado derecho y que es mostrado siendo derribado junto con su caballo. Alejandro muestra una nariz romana, cabello rubio rizado y una mirada estoica en combate que se encuentra fija en el rey persa; a diferencia de la vida real, Alejandro es mostrado sin un casco en batalla, lo cual fue deliberado para poder mostrar claramente su rostro. El peto de Alejandro tiene una representación de Medusa, la famosa gorgona y su pelo de serpientes, que es típica de los retratos reales según los cánones del arte griego establecidos en el siglo IV a. C.
A Darío, por su parte, se le muestra en su carro. Parece estar dando órdenes desesperadamente al auriga real para huir de la batalla, mientras extiende su mano como un gesto mudo hacia Alejandro, o posiblemente tras haber lanzado una jabalina. Tiene una expresión preocupada y ansiosa en su rostro. El auriga da latigazos a los caballos mientras intenta escapar. Los soldados persas situados detrás de él expresan arrojo y consternación.

### Otras características
También se representa a Oxatres, el hermano de Darío, sacrificando su vida para salvar al rey.
La perspectiva en disminución –que tiene como centro al caballo, visto desde atrás– y el uso de formas para dar una sensación de masa y volumen transmite un efecto naturalista a la escena. Lanzas repetidas en diagonal, espadas que chocan, y la multitud de hombres y caballos evocan el furor de la batalla. Al mismo tiempo, la acción se detiene debido a detalles dramáticos en primer plano, como los caballos caídos y los soldados persas del fondo que contemplan su propia muerte reflejada en un escudo.

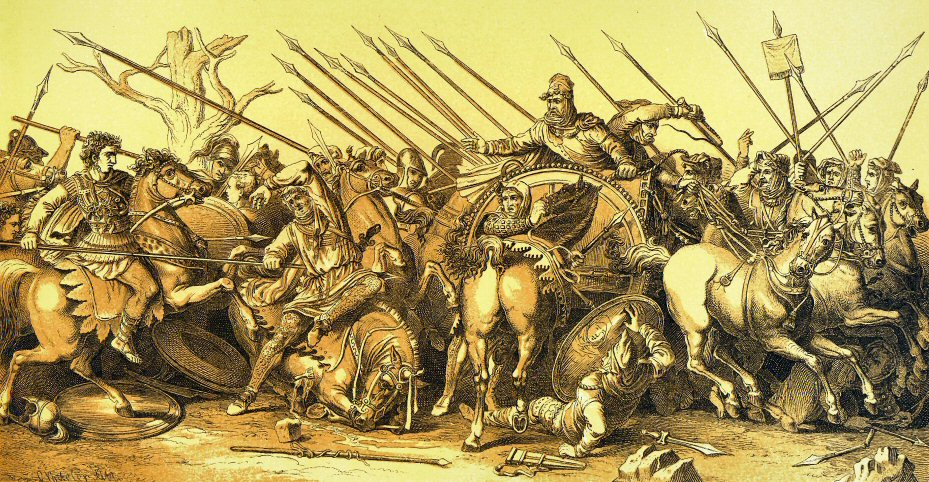
Reconstrucción moderna del mosaico realizada en 1893

## Historia del mosaico

### Producción
El mosaico está hecho de aproximadamente un millón y medio de diminutas teselas, colocadas en curvas progresivas llamadas opus vermiculatorum (literalmente, trabajo de gusanos, porque parecía imitar el lento movimiento de un gusano arrastrándose por la tierra).
La realización del mosaico debió de ser una tarea larga, ardua y laboriosa ya que el mosaico no utiliza pintura sino que el color es proporcionado por las piezas de mármol utilizadas, por lo que debieron encontrarse mármoles de cada uno de los colores necesarios, los cuales eran muchos ya que la coloración es muy rica y variada. Por esto, se considera que el mosaico es una obra inusualmente detallada y realizada para tratarse de una residencia privada, y fue probablemente costeada por una persona o familia rica (como se ha dicho, Plinio el Viejo sugiere que esta persona fue el propio Casandro de Macedonia).
Para los romanos, Alejandro Magno era fácilmente la figura histórica más importante y admirada, y era común para los líderes romanos medirse comparándose con Alejandro y tratar de emularlo. Esto explicaría por qué el mosaico fue puesto en una posición tan prominente dentro de la residencia donde fue instalado, ya que se encuentra en la entrada y es la primera vista que percibían los visitantes.
Otra teoría sostiene que pudo haberse tratado de un mosaico original helenístico, que fue trasladado de Grecia a Roma. El arqueólogo italiano Fausto Levi apoya la primera teoría.

### Descubrimiento
El mosaico fue preservado al ser cubierto por una capa de ceniza volcánica cuando el volcán Vesuvio estalló en el año 79 d. C. Estaba ubicado en la Casa del Fauno, en un tipo de habitación llamado exedra donde se recibía y entretenía a los visitantes; la Casa del Fauno era una propiedad acaudalada que ocupaba una cuadra entera de la ciudad de Pompeya, con 3000 metros cuadrados.
El mosaico fue redescubierto el 24 de octubre de 1831 en Pompeya, y en septiembre de 1843 se trasladó a Nápoles, donde se conserva actualmente en un muro (no sobre un suelo, como se encontró) en el Museo Arqueológico Nacional de esta ciudad.

### Copia moderna
En 2003, el Centro Internacional para el Estudio y Enseñanza de la técnica del Mosaico (CISIM) de Rávena, Italia, propuso crear una copia del mosaico. Cuando su proyecto fue aprobado, el experto en mosaicos Severo Bignami y su equipo de ocho miembros tomaron una gran fotografía del mosaico, hicieron un boceto de la imagen con un rotulador negro y crearon una especie de «negativo fotográfico» del mosaico.
El equipo compuso el mosaico en secciones de 44 franjas de arcilla, intentando preservar las piezas en las mismas posiciones del mosaico original. Tuvieron que mantener las placas húmedas todo el tiempo. Entonces presionaban un trozo de tela en la arcilla para crear una imagen de los contornos del mosaico sobre el material.
Se recreó el mosaico usando cerca de dos millones de piezas de varios tipos de mármol. Cuando habían colocado todas las piezas, cubrieron el resultado con una capa de pegamento y gasas, y lo sacaron de la arcilla. Colocaron cada sección sobre cemento sintético y las unieron con un compuesto de PVC y plástico.
El proyecto duró 22 meses, con un presupuesto de 216 000 dólares. La copia se instaló en la Casa del Fauno en 2005.

### Restauración
En enero de 2021 el Museo Arqueológico Nacional de Nápoles, que alberga el mosaico, comenzó una restauración exhaustiva del mosaico, arreglando problemas como microfracturas, teselas individuales que se encontraban muy sueltas, manchas, depresiones en la superficie y protuberancias.